# 綠適天地
綠適天地（Eco Home）位於香港九龍旺角西洋菜南街188號。它是中華電力公司管理的高效能家電專門店。

## 建築及設施
樓高5層，面積約3,000英呎，設計以現代化家居為主題。

## 開放時間
- 中午11時至晚上7時；公眾假期休息。

## 外部連結
- 綠適天地的官方網站
- 中電綠適天地一站式推動環保 （页面存档备份，存于）